# Carole Dekeijser
Carole Dekeijser (1959–2008) was een Belgische illustrator van wetenschappelijk werk, filosofe en schilder, vooral bekend van haar monumentale werken zoals Le Sacre de Jeanne d'Arc, Naître ou ne pas naître en Hypnos / Thanathos.
Ze maakte gedurende haar carrière onder andere tekeningen voor de Katholieke Universiteit Leuven en de Université libre de Bruxelles, vooral op het gebied van biologie. Ze maakte een tentoonstelling over evolutie, puur vanuit een vrouwelijk oogpunt en dat werd een onverwacht succes.
Haar schilderwerk had vele thema's: de vrouw, de dood, de geboorte enz. Ze probeerde de onderwerpen op een ongewone manier te behandelen, en gebruikte daar de filosofie voor. Dankzij haar werk als illustrator bezat ze oog voor detail.
Vanaf 1999 wijdde Carole Dekeijser al haar tijd aan schilderen en stopte met haar werk als wetenschappelijke illustrator.